# Bogorodickoje (obwód rostowski)
Bogorodickoje (ros. Богородицкое) – wieś w Rosji, w obwodzie rostowskim, w rejonie piesczanokopskim. W 2010 liczyła 1746 mieszkańców.